# Piłka wodna na Igrzyskach Azjatyckich 2018
Piłka wodna na Igrzyskach Azjatyckich 2018 – jedna z dyscyplin rozgrywana podczas igrzysk azjatyckich w Dżakarcie i Palembangu. Zawody odbyły się w dniach 16 sierpnia – 1 września w Gelora Bung Karno Sports Complex w stolicy Indonezji. Do rywalizacji w dwóch konkurencjach przystąpiło 202 zawodników z 10 państw.

## Uczestnicy
W zawodach wzięło udział 202 zawodników z 10 państw.
| Reprezentacja    | Liczba zawodników |
| ---------------- | ----------------- |
| Arabia Saudyjska | 17                |
| Chiny            | 28                |
| Hongkong         | 26                |
| Indonezja        | 26                |
| Iran             | 13                |
| Japonia          | 26                |
| Kazachstan       | 27                |
| Korea Południowa | 13                |
| Singapur         | 13                |
| Tajlandia        | 13                |
| 10 reprezentacji | 202               |

## Medaliści
| Konkurencja      | Złoto | Srebro | Brąz |       |
| ---------------- | --- | --- | --- | ----- |
| Turniej mężczyzn | Kazachstan · Rusłan Achmietow · Miras Ałbakirow · Ałtaj Ałtajew · Pawieł Lipilin · Rawił Manafow · Jewgienij Miedwiediew · Roman Pilipienko · Michaił Rudaj · Murat Szakienow · Walerij Szlemow · Aleksiej Szmider · Rustam Ukumanow · Julian Wierdesz | Japonia · Seiya Adachi · Atsushi Arai · Kenta Araki · Tomoyoshi Fukushima · Atsuto Iida · Yusuke Inaba · Harukiirario Koppu · Takumu Miyazawa · Keigo Okawa · Mitsuaki Shiga · Mitsuru Takata · Katsuyuki Tanamura · Takuma Yoshida                                        | Iran · Arshia Almasi · Mohammadjavad Abbasi · Peiman Asadi Aghajari · Amir Dehdari · Shayan Ghasemidaryan · Amirhossein Keihany · Hosein Khaledytabar · Omid Lotfpour Kiavari · Hames Malak Khanbanan · Ali Pirozkhah · Amirhossein Rahbarjedi · Soheil Rostamian · Mehdi Yazdankhah | [ 3 ] |
| Turniej kobiet   | Chiny · Chen Xiao · Guo Ning · Mei Xiaohan · Niu Guannan · Nong Sanfeng · Peng Lin · Shen Yineng · Wang Huan · Xiong Dunhan · Zhai Ying · Zhang Cong · Zhang Danyi · Zhang Jing                                                                        | Kazachstan · Ajżan Akiłbajewa · Ażar Alibajewa · Anastassija Jeremina · Szachzoda Mansurowa · Anastassija Mirshina · Zamira Mirzabiekowa · Anastassija Muratalijewa · Anna Nowikowa · Siwilja Rajter · Darja Roga · Oksana Sajczuk · Anna Turowa · Aleksandra Żarkimbajewa | Japonia · Miyuu Aoki · Yumi Arima · Maiko Hashida · Kana Hosoya · Akari Inaba · Shino Magariyama · Yuki Niizawa · Misaki Noro · Chiaki Sakanoue · Minami Shioya · Kotori Suzuki · Marina Tokumoto · Minori Yamamoto                                                                  | [ 4 ] |

## Tabela medalowa
| Pozycja | Reprezentacja | Złoto | Srebro | Brąz | Razem |
| ------- | ------------- | ----- | ------ | ---- | ----- |
| 1.      | Kazachstan    | 1     | 1      | 0    | 2     |
| 2.      | Chiny         | 1     | 0      | 0    | 1     |
| 3.      | Japonia       | 0     | 1      | 1    | 2     |
| 4.      | Iran          | 0     | 0      | 1    | 1     |
| Razem   | Razem         | 2     | 2      | 2    | 6     |